# Krytyka Polityczna
Krytyka Polityczna („Politische Kritik“, KP) ist eine 2002 von Sławomir Sierakowski gegründete polnische Zeitschrift, die der neuen Linken zugerechnet wird.

## Darstellung
Sie erscheint unregelmäßig meist zwei- oder dreimal pro Jahr, wobei sich jede Ausgabe einem bestimmten Thema widmet. Bis Oktober 2015 lagen 34 Ausgaben vor, die teilweise als Doppelausgaben erschienen und meist mehrere hundert Seiten umfassen. Der Titel spielt an auf die in der Zeit des Jungen Polen um die Wende des 19. und 20. Jahrhunderts erschienene Zeitschrift Krytyka, in der u. a. der Philosoph Stanisław Brzozowski publizierte, sowie eine gleichnamige oppositionelle Zeitschrift, die in der Zeit der Volksrepublik im Untergrund verbreitet wurde.
Im weiteren Sinne steht der Name Krytyka Polityczna für einen losen Zusammenhang von Personen, die in der Zeitschrift regelmäßig veröffentlichen oder ihr nahestehen und eine stärkere Zusammenarbeit zwischen den Bereichen Wissenschaft, Kunst und Politik anstreben. Diese u. a. aus Sozialwissenschaftlern, Publizisten, Literatur- und Theaterkritiker, Künstlern und gesellschaftlichen Aktivisten bestehende Gruppe will neue kritische Diskurse in der polnischen Öffentlichkeit anregen und so eine intellektuelle Basis für den Aufbau einer neuen linken Bewegung in Polen und seinen Nachbarländern schaffen. KP bezeichnet sich selbst als „größtes osteuropäisches Netzwerk (links-) liberaler Institutionen und Aktivisten“; nach eigenen Angaben hat es mehr als 60 Beschäftigte und organisiert ca. 1500 Veranstaltungen und Aktionen pro Jahr.
Seit 2007 existiert ein mit der Zeitschrift verbundener Buchverlag (Wydawnictwo Krytyki Politycznej), in dem u. a. Übersetzungen von Zygmunt Bauman, Judith Butler, Bruno Latour, Thomas Piketty, Chantal Mouffe, Thomas Pikkety, Jacques Rancière, Peter Sloterdijk und Slavoj Žižek erschienen.
2006 wurde in Warschau das Kulturzentrum REDakcja („REDaktion“) gegründet, in dem Diskussionen, Präsentationen künstlerischer Arbeiten, Workshops und Filmvorführungen stattfinden sowie gesellschaftliche und politische Projekte entwickelt werden. Seit 2007 verfolgt KP das Ziel, in Zusammenarbeit mit lokalen Akteuren im ganzen Land Einrichtungen zu gründen, die Debatten und andere Aktivitäten organisieren. Bisher wurden größere Einrichtungen (świetlice) in Cieszyn, Łódź und im Großraum Danzig sowie kleinere „Klubs“ an 15 weiteren Standorten gegründet. Im Frühjahr 2011 eröffneten in London und Kiew außerdem die ersten Klubs außerhalb von Polen.
Seit 2012 veröffentlicht KP auf der Hauptseite ihres Internetportals unter dem Titel Dziennik Opinii („Meinungs-Tageszeitung“) mehrmals täglich neue Meldungen und längere Meinungsbeiträge. Für dieses Projekt erhält sie u. a. Unterstützung vom Trust for Civil Society in Central and Eastern Europe und den Open Society Foundations von George Soros sowie Fördergelder des polnischen Kulturministeriums.
KP gründete Ende 2012 das Instytut Studiów Zaawansowanych (etwa „Institut für höhere Studien“) für Zwecke der Forschung und politischen Bildungsarbeit, das sich am Vorbild des gleichnamigen Institute for Advanced Study in Princeton orientiert. Neben seiner Veranstaltungstätigkeit vergibt es Stipendien für Forschungsaufenthalte ausländischer Wissenschaftler in Polen sowie polnischer Wissenschaftler im Ausland. Dem Beirat des Instituts gehören u. a. Zygmunt Bauman, Agnieszka Holland, Krzysztof Michalski, Marci Shore, Olga Tokarczuk und Michael Walzer an.
Die Zeitschrift ist Mitglied der Progressiven Internationalen.

## Autoren
Zu den Autoren der Krytyka Polityczna gehören u. a.: Paweł Demirski, Kinga Dunin, Joanna Erbel, Maciej Gdula, Dorota Głażewska, Agnieszka Graff, Julian Kutyła, Jarosław Lipszyc, Jakub Majmurek, Cezary Michalski, Adam Ostolski, Joanna Ostrowska, Joanna Rajkowska, Stanisław Ruksza, Przemysław Sadura, Jan Smoleński, Igor Stokfiszewski, Michał Sutowski, Michał Syska, Agata Szczęśniak, Kazimiera Szczuka, Magdalena Środa, Olga Tokarczuk, Krzysztof Tomasik, Karolina Walęcik, Błażej Warkocki, Przemysław Wiśniewski, Artur Żmijewski.